# 和田洋子
和田 洋子（わだ ひろこ、1941年（昭和16年）8月8日 - ）は、日本の政治家。参議院議員（2期）、福島県議会議員（2期）、参議院地方行政・警察委員長、参議院内閣委員長を歴任。

## 概要
福島県河沼郡会津坂下町出身。福島県立会津女子高校（現福島県立葵高等学校）卒業。
県議会議員であった夫が急死したことを受けて県議会補欠選挙に自由民主党公認で立候補し初当選。2期務めた。
1993年（平成5年）に自由民主党を離党。3選を目指した1995年（平成7年）4月の選挙では、古巣の自由民主党に対抗馬を擁立されて落選したが、同年7月の第17回参議院議員通常選挙では、急遽新進党公認候補として福島県選挙区から立候補し初当選。後に民主党に合流して2期務めた。2007年（平成19年）の参議院選には立候補せず議員を引退。金子恵美が後継となった。2019年、国民民主党福島県連顧問に就任。2020年、立憲民主党福島県連顧問。
2012年4月の春の叙勲で旭日中綬章を受章する。

## 政策
- 選択的夫婦別姓制度導入に賛同する。2000年には、和田ら超党派女性国会議員50名が、夫婦別姓選択制を求めて当時の森総理に申し入れを行った。申し入れでは、「とくに若い世代では、夫婦別姓選択制を望む声が高まっています。政府には、世論を喚起するなど、夫婦別姓選択制を導入するための努力を望む」としている[4]。